# Rîșcani
Rîșcani is een gemeente - met stadstitel - en de hoofdplaats van de Moldavische bestuurlijke eenheid (unitate administrativ-teritorială) Rîșcani.
De gemeente telt, samen met de deelgemeenten Balanul Nou en Rămăzan 14.300 inwoners (01-01-2012).